# Gennadij Nikonov
Gennadij Nikolajevič Nikonov (ruski :Никонов Геннадий Николаевич; Iževsk, 11. kolovoza 1950. – Iževsk, 14. svibnja 2003.) ruski je inženjer i dizajner oružja. Najvjerojatnije je najpoznatiji postao kao glavni dizajner jurišne puške AN-94, popularno zvane Abakan kao i brojnim tehničkim inovacijama na istoj pušci. Tokom svoje poslovne karijere Nikonov je stvorio mnogo patenata te posjeduje 44 certifikata o patentnom pravu. Također, Gennadij Nikonov nagrađen je nagradama za "Najboljeg dizajnera u tvrtki Ižmaš" i "Najboljeg dizajnera Sovjetskog ministarstva obrambene industrije".

## Počeci i obrazovanje
Nikonov je rođen u Iževsku (gradu u zapadnom Uralu, 1200 km udaljenom od Moskve). Njegovi roditelji bili su zaposlenici Išmaša, sovjetske tvornice oružja. Otac mu je u toj tvornici radio kao mehaničar. Nikonov je maturirao u tehničkoj školi 1968. godine. U Ižmašu je polazio večernja predavanja. 1975. diplomirao je na "Mehaničkom institutu" u Iževsku te je stekao titulu dizajnera oružja.

## Dizajnerska karijera
U tvornici Ižmaš počeo je raditi u "Dizajnerskom odjelu glavnog naoružanja". Tamo je radio kao tehničar. Tokom tehničke škole, Nikonova su jako interesirale podvodne puške. Svoje prvo profesionalno priznanje dobio je za dizajn mehanizma okidača za podvodnu pušku.
Dizajnirao je razne puške, uključujući zračne puške i sportsko vatreno oružje. Jedan od najviše hvaljenih radova bio je lovački karabin "Izjubr" kojeg su odlikovali modernost i preciznost. To je bilo luksuzno oružje koje je proizvedeno u ograničenoj količini. Nikonov je nakon toga imenovan "starijim projektnim inženjerom" za dizajn vojnih automatskih pušaka i potpuno automatskog oružja. U ovom je zadatku patentirao niz mehanizama i dijelova. Jedan od takvih patenata koristi se u puškama za biatlon (BI-7-2 (БИ-7-2).
Nikonov je također radio i na istraživačkim projektima. Sredinom 1970-ih upisao je poslijediplomski studij. Od 1980. do 1985. godine radio je na projektima za Sovjetsko ministarstvo obrambene industrije. Jednom je izjavio da mu je visoka kvaliteta i kvantiteta rada pomogla da postigne viši položaj na poslu.
1994. stvorio je svoje remek-djelo - AN-94 Abakan, te je na temu te jurišne puške pisao svoju doktorsku dizertaciju koju je obranio 2000. godine i postao dr. sc.
Bio je oženjen sa suprugom Tatianom s kojom ima dva sina - Nikolaja i Jurija. Njegova supruga radi kao dizajner oružja u istom dizajnerskom uredu u kojem je radio Nikonov.